# میساک گوچونیان
میساک گوچونیان (ارمنی: Միսաք Գոչունյան؛ انگلیسی: Misak Gochunian زادهٔ ۱۶ سپتامبر ۱۸۶۳ - درگذشته ۱۵ مهٔ ۱۹۱۳)، نویسنده، روزنامه‌نگار و سردبیر ارمنی بود.

## زندگی‌نامه
وی در ۱۶ سپتامبر ۱۸۶۳ در حلب به دنیا آمد . . بین سال‌های ۱۹۰۸ تا ۱۹۱۳ سردبیر ژاماناک (Zhamanak) بود. وی در ۱۵ مهٔ ۱۹۱۳ در سن ۴۹ سالگی در کنستانتینوپل درگذشت.